# Frano Gjini
Frano Gjini (ur. 20 lutego 1886 w Szkodrze; zm. 11 marca 1948 tamże) – albański duchowny katolicki, opat terytorialny Shën Llezhri i Oroshit w latach 1930–1946, biskup ordynariusz Lezhy od 1946 roku, błogosławiony Kościoła katolickiego.

## Życiorys
Urodził się w 1886 roku w Szkodrze w rodzinie katolickiej. We wczesnej młodości zdecydował się wstąpić do miejscowego seminarium duchownego, po którego ukończeniu otrzymał święcenia kapłańskie w 1908 roku, mając zaledwie 22 lata. Potem pracował w parafiach na terenie Albanii.
29 czerwca 1930 roku papież Pius XI mianował go nowym opatem terytorialnym Shën Llezhri i Oroshit, kończąc tym samym dwuletni wakat na tym stanowisku. Jednocześnie został wybrany biskupem tytularnym Semty. Jego konsekracja biskupia miała miejsce 28 października tego samego roku. Swoją funkcję pełnił w trudnych dla Albanii czasach, kiedy w kraju rządy autorytarne sprawował król Zogu I, a następnie znajdował się on pod okupacją włoską podczas II wojny światowej.
4 stycznia 1946 papież Pius XII prekonizował go ordynariuszem Lezhy. Zbiegło się to na czas przejęcia władzy w Albanii przez komunistów, którzy byli wrogo nastawieni do każdej religii oraz zamierzali dokonać ateizacji społeczeństwa albańskiego. W lutym 1947 roku wraz z kilkoma innymi księżmi został aresztowany i osadzony w klasztorze franciszkanów w Szkodrze pod zarzutem szpiegostwa na rzecz Watykanu. Torturowany w więzieniu w Szkodrze, a następnie skazany w procesie pokazowym na karę śmierci. Rozstrzelany pod murem cmentarza w Szkodrze. Ostatnie słowa, które miał wypowiedzieć brzmiały: Rrofte Krishti Mbret. Rrofte Shqiperia edhe pa ne (Niech żyje Chrystus Król. Niech żyje Albania i bez nas).
Gjini znajduje się w gronie 38 Albańczyków, którzy 5 listopada 2016 w Szkodrze zostali ogłoszeni błogosławionymi. Beatyfikacja duchownych, którzy zginęli „in odium fidei” została zaaprobowana przez papieża Franciszka 26 kwietnia 2016.